# Федеративна держава Австрія
Федеративна держава Австрія (австрійська німецька: нім. Bundesstaat Österreich; у розмовній мові відома як нім. Ständestaat «корпоративна держава») — політичне продовження Першої Австрійської Республіки у проміжку з 1934 до 1938 року, коли це була однопартійна держава під керівництвом клерико-фашистського Вітчизняного фронту. Назва «корпоративна держава» (нім. Ständestaat), яка походила від поняття нім. Stände («стани» або «корпоратизм»), була пропагандою, яку підтримували провідні політики режиму, такі як Енгельберт Дольфус і Курт Шушніг, що обернулося встановленням авторитарної влади, заснованої на суміші консервативних католицьких та італо-фашистських впливів.

## Історія

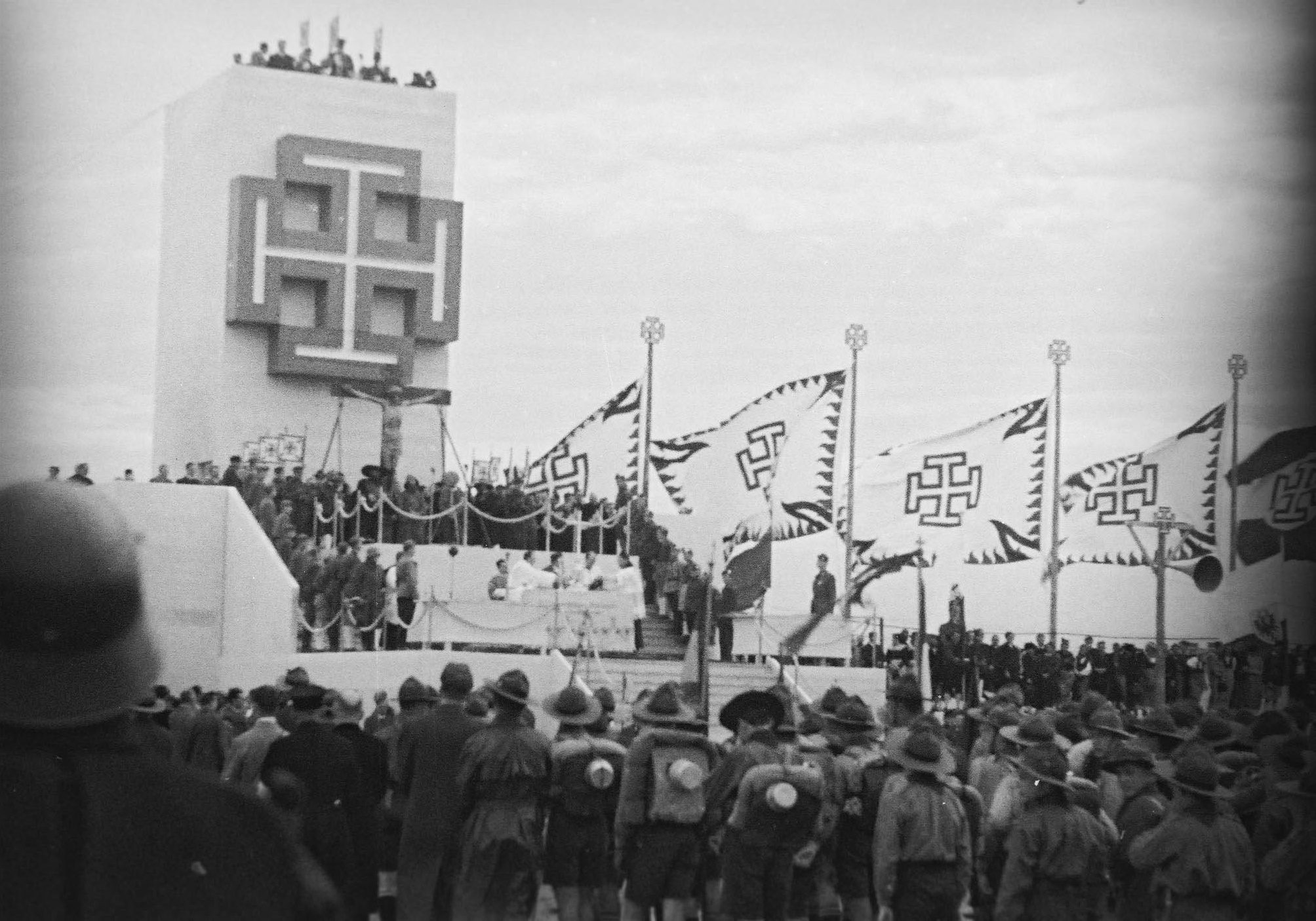
Мітинг вітчизняного фронту в 1936 р.

У 1890-х роках такі члени-засновники консервативно-клерикальної Християнсько-соціальної партії (ХС), як Карл фон Фогельзанг і мер Відня Карл Люгер вже виробили анти-ліберальні погляди, щоправда, спершу з економічних міркувань з огляду на зубожіння пролетаріату та нижнього прошарку середнього класу. Багато в чому посилаючись на вчення про католицьке соціальне навчання, ХС агітувала проти австрійського робітничого руху, очолюваного Соціал-демократичною партією. ХС також поширювала антисемітські забобони, хоча це ніколи не набувало такого розмаху, як у нацистів.